# Night Music
Albums de Joe Jackson
Laughter & Lust Live
(1991) Joe Jackson Greatest Hits
(1996)
Night Music est le onzième album studio de Joe Jackson, sorti le 4 octobre 1994.

## Liste des titres
Toutes les chansons sont écrites et composées par Joe Jackson.
| No  | Titre                       | Durée |
| --- | --------------------------- | ----- |
| 1.  | Nocturne No. 1              | 4:01  |
| 2.  | Flying                      | 2:48  |
| 3.  | Ever After                  | 4:42  |
| 4.  | Nocturne No. 2              | 4:07  |
| 5.  | The Man Who Wrote Danny Boy | 5:18  |
| 6.  | Nocturne No. 3              | 4:28  |
| 7.  | Lullaby                     | 6:20  |
| 8.  | Only the Future             | 4:54  |
| 9.  | Nocturne No. 4              | 6:13  |
| 10. | Sea of Secrets              | 5:28  |

## Personnel
- Joe Jackson : chant, piano, orgue, synthétiseurs, sampler, célesta, accordéon, vibraphone, tom-tom, cloches, cymbales, grosse caisse de l'Armée du salut
- Mary Rowell : alto sur Nocturne No. 1, The Man Who Wrote Danny Boy, Only the Future et Nocturne No. 4, violon sur Nocturne No. 4
- Jean Laurendeau : ondes Martenot sur Nocturne No. 1 et Sea of Secrets
- Taylor Carpenter : chant sur Ever After
- Michael Morreale : trompette sur Ever After
- Gary Burke : batterie sur Ever After
- Máire Brennan : chant sur The Man Who Wrote Danny Boy
- Dick Morgan : hautbois sur Nocturne No. 3 et Sea of Secrets
- Renée Fleming : chant sur Lullaby
- Albert Regni : clarinette et clarinette basse sur Lullaby
- Graham Maby : basse sur Only the Future
- Tony Aiello : flûte sur Only the Future
- Mary Wootton : violoncelle sur Nocturne No. 4